# Danny Daelman
Danny Daelman (Sint-Niklaas, 23 oktober 1969) is een Belgisch voormalig profwielrenner van 1992 tot en met 2003. 

## Belangrijkste overwinningen
1991
- 1e etappe GP Tell

1992
- 6e etappe Ronde van België, Amateurs
- proloog Tour du Hainaut, Amateurs

1993
- Omloop van het Houtland

2000
- 3e etappe Olympia's Tour

2002
- Halle-Ingooigem
- GP Dr. Eugeen Roggeman – Stekene

## Resultaten in voornaamste wedstrijden
| Jaar | Gent-Wevelgem | Ronde van Vlaanderen | Parijs-Roubaix | Parijs-Tours |
| ---- | ------------- | -------------------- | -------------- | ------------ |
| 1993 |               |                      | 62e            | 102e         |
| 1994 | 46e           | 93e                  |                |              |
| 1995 | 109e          |                      |                |              |
| 1997 | 24e           | 88e                  |                |              |
| 1998 | 121e          |                      |                |              |
| 1999 | 48e           |                      |                |              |